# Rhyssemus vaulogeri
Rhyssemus vaulogeri är en skalbaggsart som beskrevs av Clouet 1901. Rhyssemus vaulogeri ingår i släktet Rhyssemus och familjen Aphodiidae. Inga underarter finns listade i Catalogue of Life.